# Iñaki Pérez Beotegi
Iñaki Pérez Beotegi alias Wilson, né en 1948 à Vitoria-Gasteiz et mort le 11 mars 2008, est un membre de l'organisation terroriste Euskadi ta Askatasuna (ETA) et un politicien du Pays basque, (Espagne).

## Biographie
Membre historique d'ETA, connu comme étant un des membres du commando qui a assassiné le président du gouvernement franquiste, Luis Carrero Blanco en 1973.
Après l'attentat de Carrero Blanc, il a pris part dans les meurtres d'un agent municipal de Galdakao et d'un inspecteur de police. Il a été arrêté à Barcelone le 30 juillet 1975 avec son coéquipier, Juan Paredes Manot alias Txiki, tandis qu'ils préparaient l'attaque d'une succursale bancaire. Pendant la période de transition démocratique, il a bénéficié de la loi d'amnistie générale de 1977. Depuis lors il a abandonné la lutte armée, se déliant d'ETA. Résident à Vitoria-Gasteiz, il a participé au projet d'Euskadiko Ezkerra avec Mario Onaindia, pour fonder plus tard le parti de gauche abertzale Auzolan avec lequel il s'est présenté aux élections du Parlement basque de 1984. Il ne sera pas élu député.

### Sources et bibliographie
- (es) Cet article est partiellement ou en totalité issu de l’article de Wikipédia en espagnol intitulé « Iñaki Pérez Beotegi » (voir la liste des auteurs).
- Jean Chalvidant, ETA : L'enquête, éd. Cheminements, coll. « Part de Vérité », octobre 2003, 426 p. (ISBN 978-2-84478-229-8)
- (es) José María Benegas, Diccionario de Terrorismo, Madrid, Espasa Calpe, coll. « Diccionario Espasa », novembre 2004, 920 p. (ISBN 978-84-670-1609-3)
- Jacques Massey, ETA : Histoire secrète d'une guerre de cent ans, Paris, Flammarion, coll. « EnQuête », février 2010, 386 p. (ISBN 978-2-08-120845-2)